# Односи Србије и Либије
Односи Србије и Либије су инострани односи Републике Србије и Државе Либије.

## Билатерални односи
Дипломатски односи су успостављени 1955. године.
Либија је гласала за пријем Косова у УНЕСКО приликом гласања 2015.
Српски држављани - везиста у српској амбасади у Либији Слађана Станковић и возач Јовица Степић, који су отети крајем 2015. убијени су фебруара 2016. у ваздушним нападима америчких снага против Исламске државе код либијског града Сабрата.

### Економски односи
- У 2020. години укупна робна размена износила је 26,3 милиона УСД. Од чека је извоз Србије вредео 26 милиона, а увоз 290 хиљада долара.
- У 2019. забележен је само извоз из наше земље и то у износу од 16 милиона америчких долара.
- У 2018. извоз из РС износио је 8,8 милиона УСД док је увоз био на симболичном нивоу.[2][3]

### Посете
- 25. фебруара 1970. Тито је био у посети Триполију.
- од 31. маја до 3. јуна 1979. Тито је био у посети Либији.
- 2009. Борис Тадић је био у Либији приликом 40. годишњице Гадафијеве либијске револуције.

### Дипломатски представници

#### У Београду
- Мохамед Галбун, амбасадор, 2022—
- Таџури Шради Таџури, амбасадор, 2014—[4]
- Јома Гали, амбасадор
- Али М. Имисх, амбасадор
- Ибрахим Ел Бишари, амбасадор
- Јахиа Закариа, амбасадор
- Али С. Мунтесер, амбасадор
- Абдурезаг О. Миселати, амбасадор

#### У Триполију
Амбасада Републике Србије у Триполију (Либија) радно покрива Чад.
- Драган Тодоровић, амбасадор, 2024 —[6]
- Оливер Потежица, амбасадор, 2009—2017.[7]
- Душан Симеуновић, амбасадор
- Василије Илић, амбасадор, —2003.
- Радомир Богдановић, амбасадор, 1998—2001.
- Драго Мирошић, амбасадор, 1990—1991.
- Милутин Галовић, амбасадор, 1986—1990.
- Вуко Драгашевић, амбасадор, 1983—1986.
- Наум Ачковски, амбасадор, 1981—1983.
- Сафет Шерифовић, амбасадор, 1977—1981.
- Михаило Стевовић, амбасадор, 1975—1977.
- Бора Рафајловски, амбасадор, 1971—1975.
- Елхами Нимани, амбасадор, 1967—1971.
- Мирко Остојић, амбасадор, 1963—1967.
- Јован Вукмановић, отправник послова, посланик а затим и амбасадор, 1960—1963.
- Илија Топаловски, посланик, —1960.